# Șunkî, Bilohirea
Șunkî (în ucraineană Шуньки) este un sat în comuna Iurivka din raionul Bilohirea, regiunea Hmelnîțkîi, Ucraina.

## Demografie
Componența lingvistică a localității Șunkî
     Ucraineană (99,54%)
     Alte limbi (0,46%)
Conform recensământului din 2001, majoritatea populației localității Șunkî era vorbitoare de ucraineană (99,54%), existând în minoritate și vorbitori de alte limbi.